# 阿史那元爽
阿史那元爽（7世纪？—662年），唐朝突厥族将领。阿史那弥射长子，阿史那元庆之兄。
显庆二年（657年），随父阿史那弥射出南道，与伊丽道行军大总管苏定方联军征讨西突厥阿史那贺鲁，贺鲁兵败奔石国，受命与萧嗣业率兵穷追，俘虏贺鲁而归。龙朔二年（662年），又随父从征龟兹。其父受阿史那步真诬陷，为苏海政所斩，元爽同时遇难。